# Schaller (Helm)

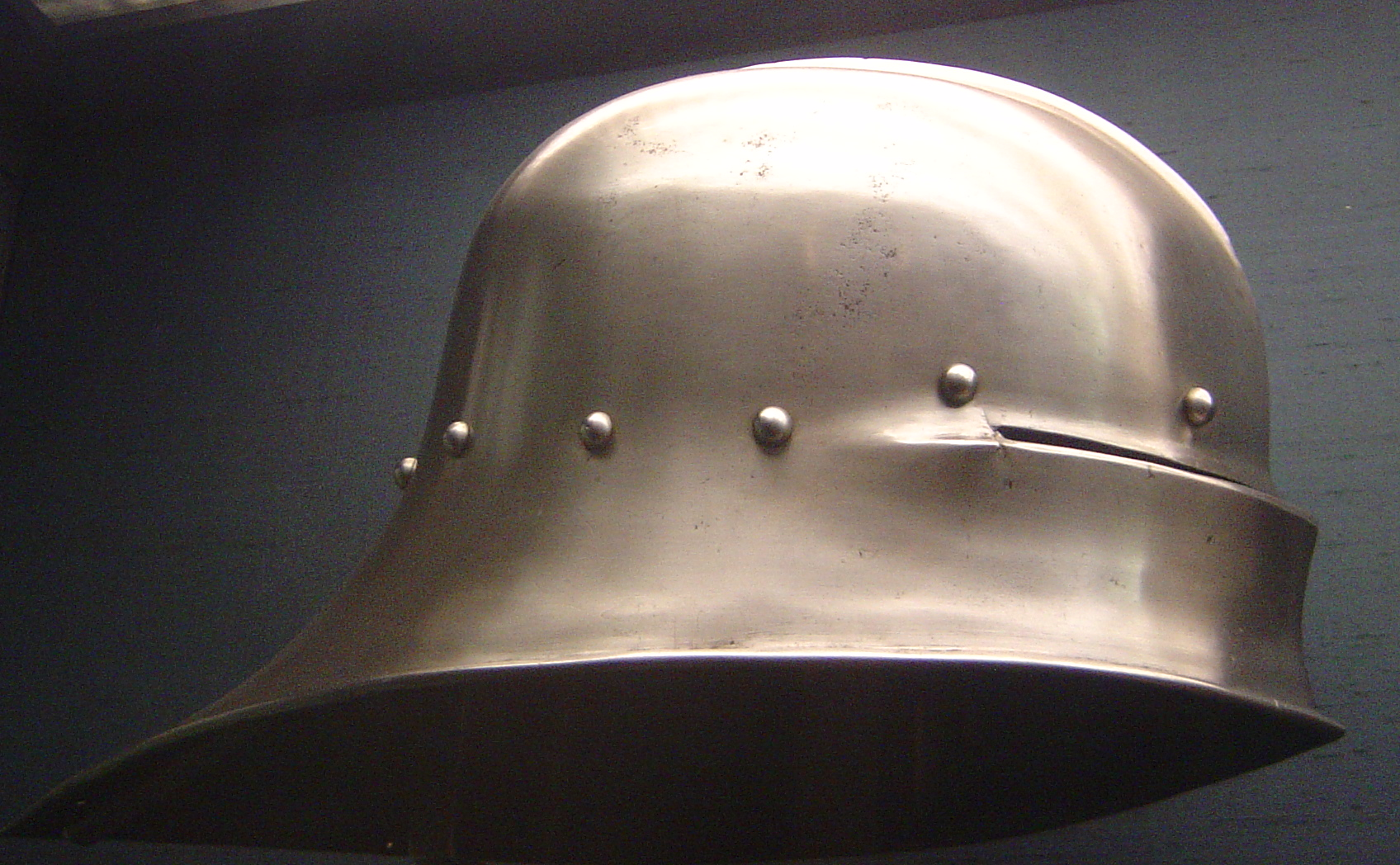
Deutsche Schaller im Kunsthistorischen Museum Wien

Bei der Schaller (auch Salade, Celate, Celata, Salet, Salett) handelt es sich um einen spätmittelalterlichen Helmtypus, der in der ersten Hälfte des 15. Jahrhunderts aus dem sogenannten Eisenhut entstand.

## Beschreibung
Charakteristisch für die Schaller ist ihre Stromlinienform. Teilweise besitzt sie einen schmalen, direkt in die Vorderseite oder in ein Visier eingeschnittenen Sehschlitz. Die Schaller war bis zum Ende des 15. Jahrhunderts einer der am häufigsten zu einem Feldharnisch getragenen Helme. Insbesondere zu gotischen Rüstungen – benannt nach ihren spätgotischen Stilelementen – stellte die Schaller eine gute Ergänzung dar. Das untere Drittel des Gesichtes wurde durch die Schaller nicht geschützt, sodass vor allem die Ritter zu diesem Helmtypus einen separaten Kinnschutz trugen, der am Brustpanzer angebracht wurde, den so genannten Bart.
Es haben sich verschiedene Typen entwickelt. Die deutsche Schaller hat einen weit ausgezogenen, beweglichen Nacken (geschobener Nacken) und entweder ein halbes Visier oder oftmals nur einen Sehschlitz. Die burgundische Schaller, die zum Teil in Italien gefertigt wurde, besitzt einen vergleichsweise kürzeren Nacken und fast immer ein vollständiges Visier. Ein englischer Typ weist eine spitz ausgetriebene Kalotte auf. Visierlose Schallern wurden oftmals von Schützen getragen.
Mischformen zu anderen Helmen sind in der Schaller mit Blasebalgvisier und den häufigen Übergangsformen zum Eisenhut zu finden.
Ähnlich vom Aussehen, allerdings völlig anders konstruiert und verwendet ist der Rennhut als Teil des Stech- und Rennzeugs, der an Harnischen für das Turnier anzutreffen ist.
Eine Schaller bot einen sehr guten Schutz, schränkte aber in Verbindung mit einem Bart die Atmung ein, sodass viele Helmträger auf den Kinnschutz verzichteten. Aus mehreren Überlieferungen geht hervor, dass diese Leichtsinnigkeit zum Tode des Helmträgers durch einen Treffer im Gesicht führen konnte. Zu Beginn des 16. Jahrhunderts entwickelte sich aus der Schaller die Sturmhaube.
Der Stahlhelm M1916 der deutschen Truppen im Ersten Weltkrieg weist aufgrund des tief heruntergezogenen Nackenschutzes eine Ähnlichkeit mit der Schaller auf. Die Vermutung, dass der Entwickler sich von der Schaller inspirieren ließ, ist nicht bewiesen.

## Galerie

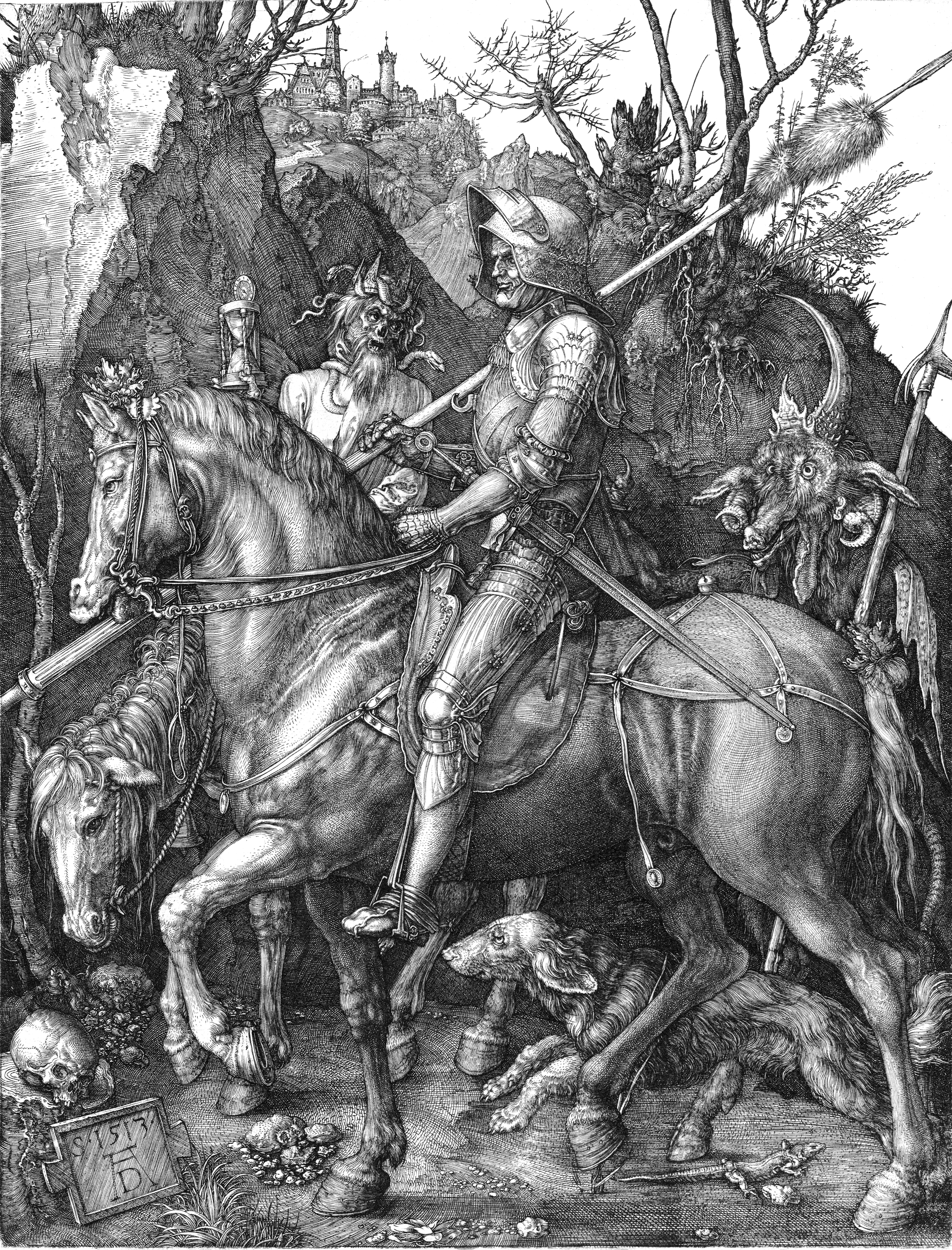
Deutsche Schaller auf Dürers Ritter, Tod und Teufel (1513)
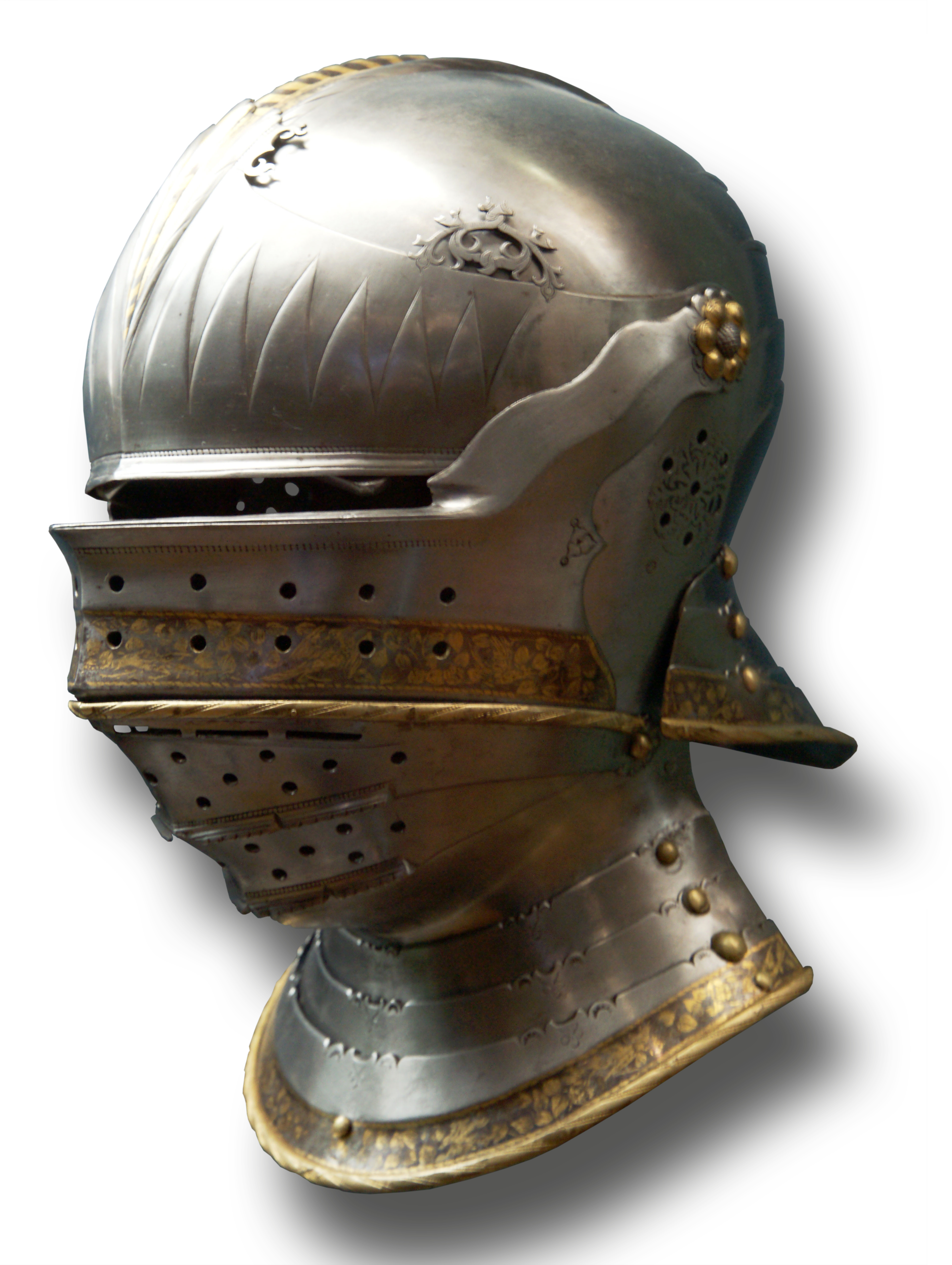
Späte Übergangsform zwischen Schaller und geschlossenem Visierhelm, um 1495, Kunsthistorisches Museum Wien
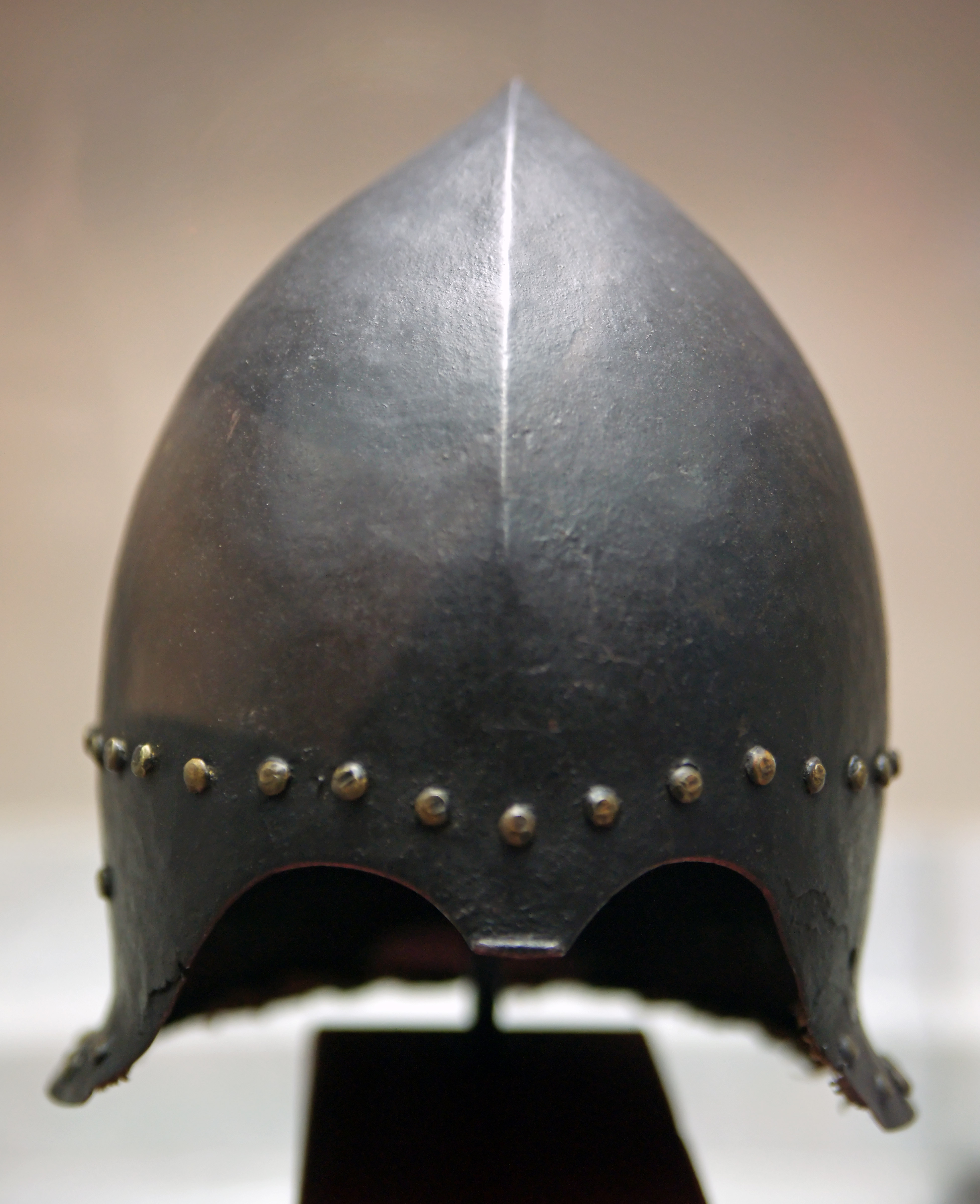
Italienische Schaller um 1470, Übergangsform von der Barbuta
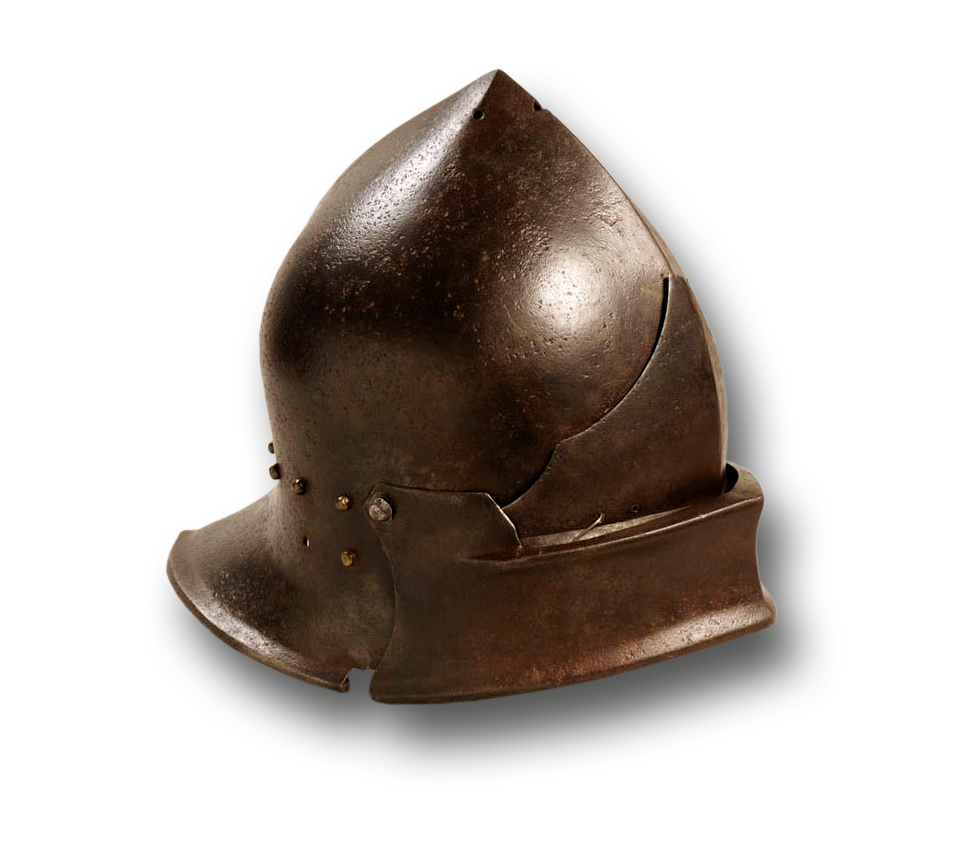
Englische Schaller aus Coventry, Anfang 15. Jahrhundert (Herbert Art Gallery and Museum)
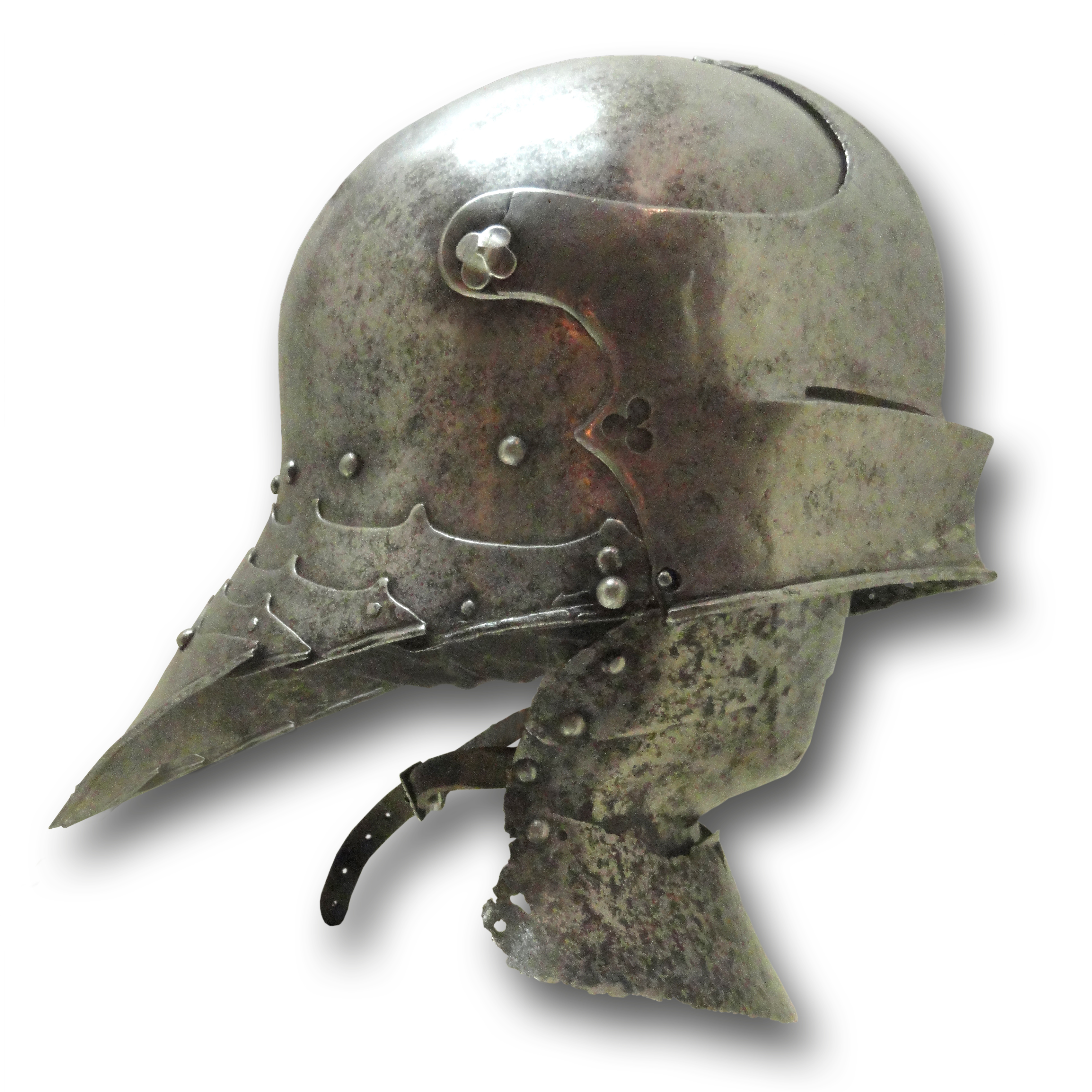
Schaller aus Süddeutschland um 1480–1490 (Higgins Armory Museum, Worcester, Massachusetts, USA)